# یوزف هایدن

امضای هایدن

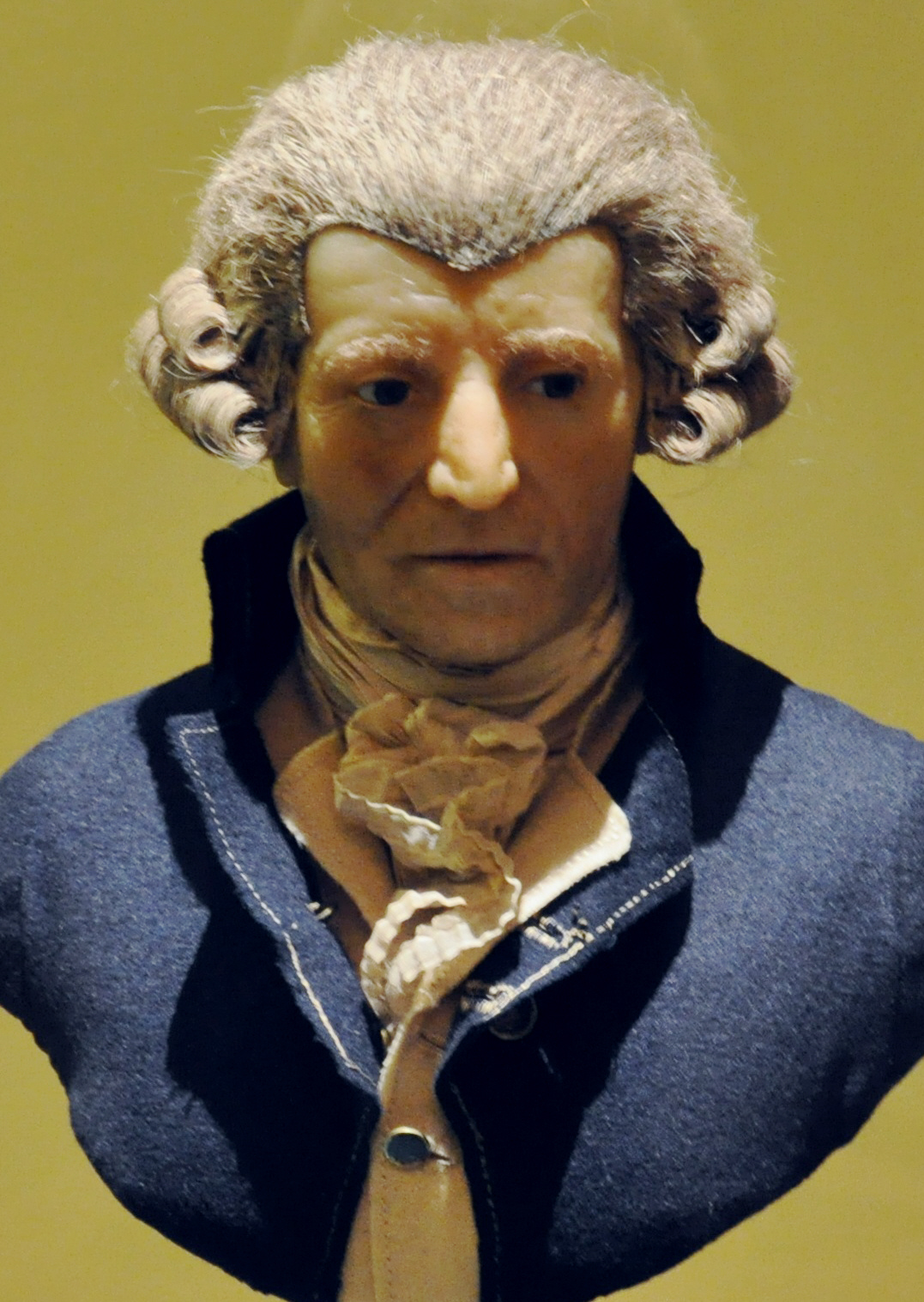
تندیس هایدن ساخته شده توسط فرانس تایلر ۱۸۰۰

فرانتس یوزف هایدن (به آلمانی: Franz Joseph Haydn) (زادهٔ ۳۱ مارس ۱۷۳۲ در روهرو اتریش – درگذشتهٔ ۳۱ مهٔ ۱۸۰۹ در وین) آهنگساز و موسیقی‌دان اتریشی و یکی از پایه‌گذاران موسیقی کلاسیک و همچنین از پرکارترین و برجسته‌ترین موسیقی‌دانان در این دوره است. او همچنین به‌دلیل سهم بسزا در توسعهٔ موسیقی و نیز کثرت آثارش به «پدر سمفونی» و «پدر کوارتت زهی» در این دو فرم ملقب است. هایدن ازطرفی پرورش‌دهنده و استاد موسیقی‌دان بزرگی چون بتهوون بود و از طرف دیگر آیندگانی چون فرانتس شوبرت، مندلسون، و برامس را تحت تأثیر شیوهٔ موسیقایی خود قرار داد. او همچنین استاد و دوست نزدیک آهنگساز شهیر، موتسارت بود.
هایدن بیشتر عمر طولانی خویش را در اتریش گذراند و در هنگام مرگ، یکی از معروف‌ترین آهنگسازان اروپایی به‌شمار می‌رفت.

## زندگی
هایدن در روستایی کوچک در روهرو اتریش زاده شد. پدرش چرخ ارابه می‌ساخت و هایدن کوچک تا شش‌سالگی به‌جز آوازهای عامیانه، که پدرش دل‌بستهٔ خواندنِ آنها بود، و نیز رقص‌های روستایی، که هنگام جشن و سرور در گوشه و کنار زادگاهش برپا می‌شد، چیزی از موسیقی نمی‌شناخت.

هایدن در هشت‌سالگی به وین رفت تا به عضویت پسران آوازخوان کلیسای سن‌اشتفان درآید. در آن‌جا اگرچه صدای دلنشین او مورد توجه قرار گرفت، اما هیچ امکانی برای تحصیل آهنگ‌سازی و هنر نوازندگی برایش فراهم نیامد، و هنگامی که در عنفوان جوانی صدای خوشش را از دست داد، او را بدون پرداختِ کمترین پول، از سن‌اشتفان روانهٔ گوشهٔ خیابان کردند.

او دربارهٔ این دوره چنین گفته است: 
با تدریس موسیقی به بچه‌های ۷–۸ ساله بود که به‌زحمت می‌توانستم زنده بمانم.
او در آن ایام در تلاش بود تا فن آهنگسازی را خود به تنهایی بیاموزد و هم‌زمان، به هر کاری که می‌توانست، از جمله نوازندگیِ ویولن در گروه محبوب نوازندگان خیابان وین، که اسباب سرگرمی و تفریح شبانهٔ مردم را فراهم می‌کرد، می‌پرداخت.
هایدن گرچه خود را اسیر شغلش حس می‌کرد، اما بعدها در توصیفی خردمندانه از وضعیت خود چنین گفت: «آن‌جا نه فقط دلگرم به اقبال و پذیرش مداوم بودم، بلکه در مقام رهبر ارکستر، می‌توانستم تجربه کنم و دریابم که چه چیز سبب تقویت جلوه‌ای صوتی می‌شود یا آن را تضعیف می‌کند، و به این ترتیب می‌توانستم به دلخواهِ خود، ترکیبِ سازها را بهبود بخشم، آن‌ها را تغییر دهم، و سازهایی را حذف یا اضافه کنم. من از دنیا دور افتاده بودم.»
هایدن رهیاب سبک موسیقی دورهٔ کلاسیک در تکامل بخشیدن به سمفونی و کوارتت زهی پیشرو بود. موتسارت و بتهوون تحت تأثیر سبک او بودند.
هایدن در سال ۱۸۰۹ و هنگام اشغال وین توسط ارتش ناپلئون بناپارت، در سن ۷۷ سالگی درگذشت.
گئورگ آوگوست فون گریزینگر (۱۷۶۹–۱۸۴۵)، معلم، دیپلمات، زندگی‌نامه‌نویس، و آهنگساز آلمانی‌الاصل اهل اتریش، که از او به‌عنوان یکی از دوستانِ یوزف هایدن و لودویگ فان بتهوون یاد می‌کنند، زندگی‌نامه‌ای دربارهٔ هایدن نوشت.

## برخی از آثار

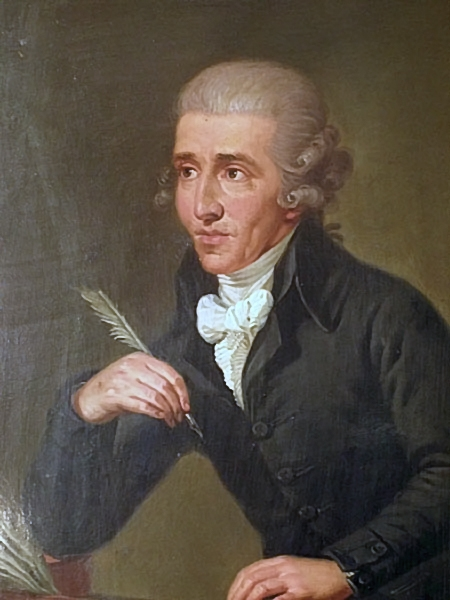
یوزف هایدن

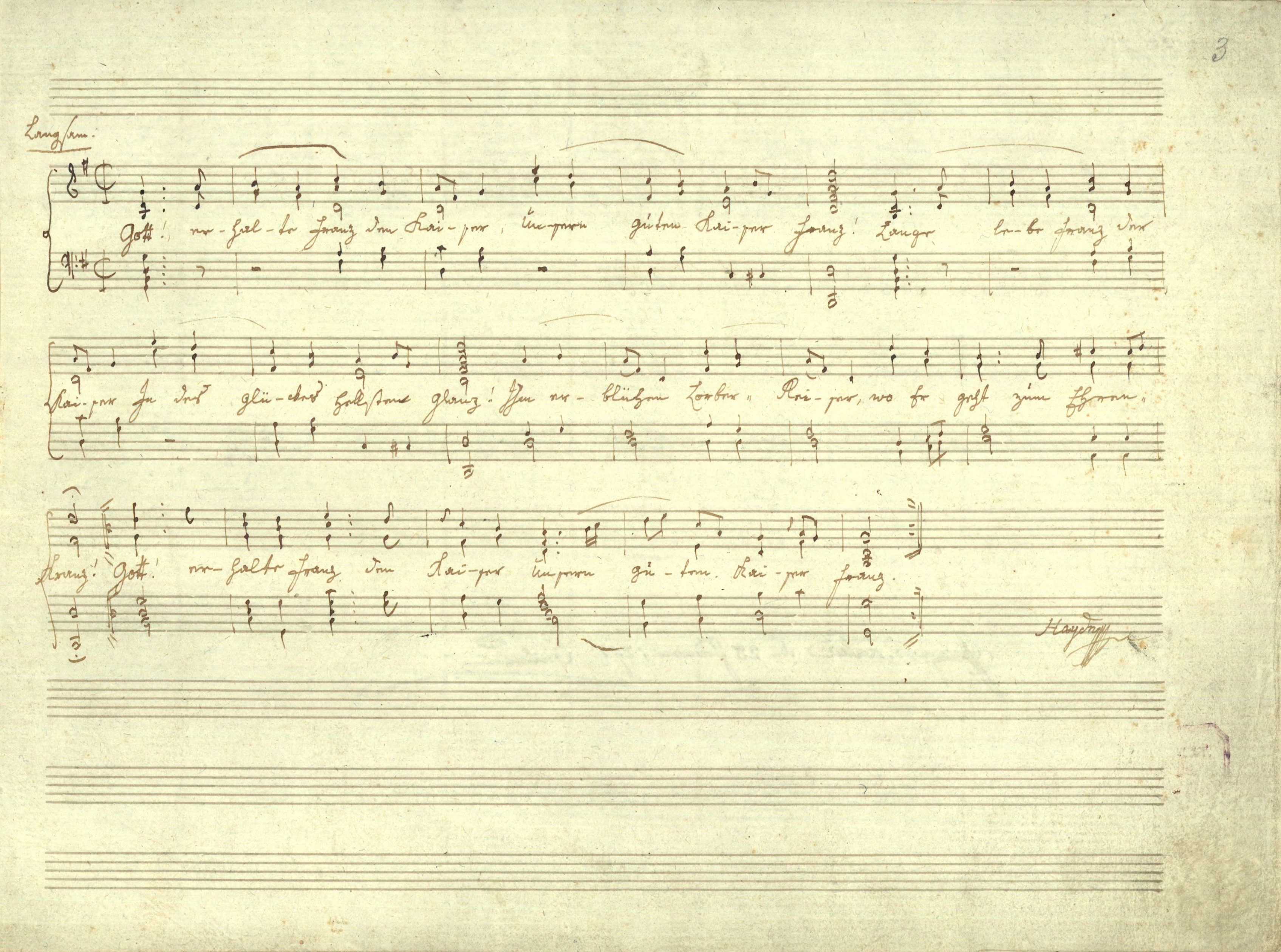
دست‌خط هایدن

- ۱۰۴ سمفونی از جمله سمفونی مشهور شماره ۹۴ (شگفتی)
- ۸۳ کوارتت زهی
- ۱۲۳ قطعه موسیقی مجلسی
- ۵۲ سونات پیانو
- اوراتوریوی آفرینش
- ۶ کوارتت برای فلوت و سازهای زهی
- ۶ سونات برای فلوت، ویولن، ویولنسل
- ۳ پیانو تریو
- ۶ کوارتت اپوس ۱ (۱۷۵۹/ ۱۷۵۷)
- ۶ دیوِرتیمنتو (کوارتت) اپوس ۲ (۱۷۶۲/۱۷۶۰)
- ۱۴ مَس

اپراها:
- (Il diavolo Zoppo (1753 (شیطان لنگ) (ازدست‌رفته)
- اسید و گالاتیا - ۱۷۶۲
- خواننده - ۱۷۶۶
- داروپزشک - ۱۷۶۸
- زنان ماهیگیر - ۱۷۶۹
- برخورد ناگهانی - ۱۷۷۵
- (L'infidelity delusa (1777
- دنیای ماه - ۱۷۷۷
- کنستانس واقعی - ۱۷۷۹
- جزیره خالی از سکنه - ۱۷۷۹
- پاداش وفاداری - ۱۷۸۱
- اورلاندو پالادینو - ۱۷۸۲
- آرمیدا - ۱۷۸۴
- روح فیلسوف - ۱۷۹۱
- خیانت ناامید شد - ۱۷۷۷